# Capnia cheama
Capnia cheama är en bäcksländeart som beskrevs av William Edwin Ricker 1965. Capnia cheama ingår i släktet Capnia och familjen småbäcksländor. Inga underarter finns listade i Catalogue of Life.